# 冰點 (小說)
《冰點》，為日本作家三浦綾子所作的小說，於1964年12月9日至1965年11月14日在早報《朝日新聞》連載，續篇《續冰點》（続氷点）於1970年5月12日至1971年5月10日連載。插圖由福田豐四郎負責。
1963年，朝日新聞社舉行了「慶祝大阪本社創刊85年・東京本社75周年紀念的一千萬元懸賞小說募集」，三浦綾子投稿了小說《冰點》，並獲得入選，於1964年12月開始在《朝日新聞》朝刊上連載。《冰點》在1966年由朝日新聞社出版，創造了賣出71萬本的紀錄，被譽為「沸點」。
《冰點》以原罪、仇恨與寬恕作為主題背景，在日本得到極高評價，日文版銷售至今創下5,000,000冊的驚人銷售量；多次在日本、台灣和韓國等不同地方改編為影視作品和廣播劇。翻譯作品暢銷17國，譯成13種語言。小說中的場景——旭川外國樹種樣品林，也成為文學觀光的景點。
《冰點》的故事在出版後引起廣大讀者的回應，並希望能夠安排陽子復活的劇情，因此在1970年撰寫《冰點續集》。《續冰點》中，陽子獲救，但她感到只是肉體復活，心靈仍感到絕望、消極。續集的劇情發展主要就在描寫陽子如何走出心中陰霾、讓冰點融化，她藉由原諒、寬恕自己的生母，最後自身得到釋懷，重新面對人生新旅程。
《冰點》中文版譯本，人名都使用中國姓。1966年6月27日，《聯合報》開始刊登《冰點》，由朱佩蘭翻譯；同時《徵信新聞報》（《中國時報》前身）也開始刊登徐白的譯文。但《聯合報》刊登了十三天之後忽然停刊，發行了單行本。1988年改編為中華電視台八點檔連續劇《冰點》，主題曲由林娟主唱。

## 內容簡介
在人前看似模範夫妻啟造和夏枝，因女兒的死亡，進而互相憎恨和隱瞞，並用自己的方式向對方報復，為此換來一家多年的煎熬。

## 登場角色
賴陽芷／辻口陽子
辻口家的養女。
賴啟造／辻口啟造
夏枝的丈夫。
夏芝／辻口夏枝
原姓津川，啟造的太太。
賴徹／辻口徹
辻口家的長子。
賴小麗／辻口瑠璃子
辻口夫妻的長女。
北原／北原邦雄
北海道大学科學學院的學生。
高木／高木雄二郎
啓造大學時代最好的朋友，婦產科醫生。
湯紫藤／藤尾辰子
夏枝在女子學校時期的朋友。
林靖夫／村井靖夫
在辻口醫院工作的優秀眼科醫生。
王端琦／松崎由香子
辻口醫院的職員。
石土水／佐石土雄
殺死瑠璃子的兇手。享年35。
京惠子／三井惠子
陽子的生母。
鍾光夫／中川光夫
陽子的生父。
三井潔
恵子的長子，陽子同母異父的哥哥。
三井達哉
恵子的二子，陽子同母異父的弟弟。
三井彌吉
恵子的丈夫。
相澤順子
佐石土雄的親生子。

## 譯本版次
- 1966《冰點》（氷点），三浦綾子原作，朱佩蘭譯，臺北：聯合報出版。
- 1966《冰點》（氷点），三浦綾子原作，徐白譯，臺北：徵信新聞。
- 1971《冰點續集》（続・氷点），三浦綾子原作，朱佩蘭譯，臺北：聯合報社。
- 1988《冰點：正續合集》（氷点、続・氷点），三浦綾子原作，張高維譯，臺北：輔新。
- 1988《冰點》（氷点），三浦綾子原作，林靜文譯，臺北：小暢書房。
- 2009《冰點上下》（氷点），三浦綾子原作，章蓓蕾譯，臺北：麥田出版。
- 2010《續冰點上下》（続・氷点），三浦綾子原作，章蓓蕾譯，臺北：麥田出版。

## 外部連結
- （日語）三浦綾子記念文學館（页面存档备份，存于）
- （中文）香港電台廣播劇（页面存档备份，存于）